# Американський університет у Бейруті
Американський університет у Бейруті (араб. الجامعة الأمريكية في بيروت) — світський незалежний приватний університет у ліванській столиці Бейрут. Заснований американським місіонером Деніелем Бліссом в 1866 році як «Сирійський протестантський коледж». 18 листопада 1920 року назву було змінено на поточну. Під час Громадянської війни в Лівані (1975–1990) університет продовжував працювати, але 18 січня 1984 року його президент Малкольм Г. Керр (Malcolm H. Kerr) був убитий невідомими.
Протягом 100 років при університеті працювала астрономічна обсерваторія — Обсерваторія Лії. При університеті діють кілька музеїв (археологічний, геологічний, природної історії) і розвинена система бібліотек (включаючи медичну бібліотеку Сааб).
Восени 2018 року в АУБ навчалися понад 9000 студентів. Кампус університету складається з 64 будівель, включаючи власний медичний центр. Мова навчання — англійська.